# Деметрио Албертини
 Деметрио Албертини  е италиански футболист.
Роден е на 23 август 1971 г. в Бесана Брианца, (Италия). Играе в испанския ФК Барселона, но прекарва по-значителната част от кариерата си в италианския АК Милан. Продукт на детско-юношеската школа на „росонерите“, Албертини изкарва 14 изключително успешни години в клуба. Дебютира на 17-годишна възраст през 1989 г. През сезон 1990/1991 е даден за кратко под наем на Падова, но след това се завръща в Милан и се утвърждава в състава, като изиграва почти 300 мача с отбора. За периода 1992–1994 г. печели 3 пъти Скудетото в Италия и още 2 пъти през 1996 г. и 1999 г. Деметрио Албертини има 41 мача в Шампионската лига, в които помага на „росонерите“ да достигнат 3 последователни финала в турнира между 1993 г. и 1995 г. През 1994 г. печели трофея с Милан. Албертини има на сметката си и 3 Суперкупи на Европа.
След успешната си кариера в Милан в периода 1988-2002 г., той преминава през редица други отбори. Сезон 2002/2003 Албертини играе под наем в Атлетико Мадрид. През следващата година е играч на Лацио. Той започва сезон 2004/2005 г. като играч на Аталанта, а през януари преминава в Барселона.
С националния отбор на Италия Деметрио Албертини изиграва 79 мача, в които отбелязва 3 гола. Дебютът си за „Скуадра адзура“ прави на 21 декември 1991 г. Играе за страната си на Световните първенства през 1994 г.(Италия играе финал срещу Бразилия, загубен след изпълнения на дузпи, като Албертини вкарва втората дузпа за Италия) и 1998 г. и на Европейските през 1996 г. и 2000 г.(Италия играе финал срещу Франция. Албертини е титуляр в мача). През 1992 г. е част от състава на Италия на XXV летни олимпийски игри в Барселона. 6 пъти носи капитанската лента на „адзурите“.
Най-голямата сила на Албертини са неговите дълги подавания, силни удари от далечна дистанция, изпълненията на преки свободни удари и добрият поглед върху играта. Много малко играчи могат да се сравняват с него по прецизност на дългите подавания, качество, по което Албертини е сравняван с Роналд Куман.
През декември 2005 г. Деметрио Албертини се отказва от професионалния футбол. Прощалният му мач се състои на 15 март 2006 г. Играят отборите на Милан и Барселона, а участие взимат велики играчи като Марко ван Бастен, Рууд Гулит, Франк Рийкард и Франко Барези. Милан печели с 4-2 на „Сан Сиро“, а Албертини вкарва първия гол с шут от пряк-свободен удар. На 18 май 2006 г., в резултат на корупционния скандал, разтърсил футбола на Апенините, настъпват редица промени в Италианската футболна федерация. Франко Караро е свален от поста си, неговото място като председател на Федерацията заема Гуидо Роси, а Деметрио Албертини е назначен за негов заместник. На 19 септември Роси подава оставка, Албертини го последва.